# Świętochłowice
Świętochłowice (prononciation :  [ˌɕfjɛntɔxwɔˈviʦɛ]) (en silésien : Śwjyntochlowicy) est une ville de Pologne, en voïvodie de Silésie, comptant 54 447 habitants.
Un sous-camp du camp de concentration allemand d’Auschwitz fut ouvert à Świętochłowice en 1943 : le camp de Zgoda. À partir de janvier 1945, le camp fut rouvert afin d’être utilisé par la Pologne communiste. Le camp, dans lequel environ 2 500 prisonniers perdirent la vie pendant l’année 1945, fut définitivement fermé en novembre.

## Histoire
À partir de 1818, Schwientochlowitz fait partie de l'arrondissement de Beuthen.

## Personnalités
- Krzysztof Kłosek, chanteur et bassiste

## Jumelages
La ville de Świętochłowice est jumelée avec :
- Heiloo (Pays-Bas)
- Nový Jičín (Tchéquie)
- Laa an der Thaya (Autriche)
- Tiszaújváros (Hongrie)
- Rimavská Sobota (Slovaquie)